# Capi di Stato della Mongolia
I capi di Stato della Mongolia dal 1924 ad oggi sono i seguenti.

## Lista

### Repubblica Popolare Mongola (1924-1992)
| Capo dello Stato           | Capo dello Stato | Capo dello Stato        | Partito                                   | Elezione | Mandato           | Mandato           |
| Capo dello Stato           | Capo dello Stato | Capo dello Stato        | Partito                                   | Elezione | Inizio            | Fine              |
| -------------------------- | ---------------- | ----------------------- | ----------------------------------------- | -------- | ----------------- | ----------------- |
|                            |                  | Navaandorjiin Jadambaa  | Partito Rivoluzionario del Popolo Mongolo |          | 28 novembre 1924  | 29 novembre 1924  |
|                            |                  | Peljidiin Genden        | Partito Rivoluzionario del Popolo Mongolo |          | 29 novembre 1924  | 15 novembre 1927  |
|                            |                  | Jamtsangiin Damdinsüren | Partito Rivoluzionario del Popolo Mongolo |          | 16 novembre 1927  | 23 gennaio 1929   |
|                            |                  | Horloogijn Čojbalsan    | Partito Rivoluzionario del Popolo Mongolo |          | 24 gennaio 1929   | 27 aprile 1930    |
|                            |                  | Losolyn Laagan          | Partito Rivoluzionario del Popolo Mongolo |          | 27 aprile 1930    | 2 luglio 1932     |
|                            |                  | Anandyn Amar            | Partito Rivoluzionario del Popolo Mongolo |          | 2 luglio 1932     | 22 marzo 1936     |
|                            |                  | Dansranbilegiin Dogsom  | Partito Rivoluzionario del Popolo Mongolo |          | 22 marzo 1936     | 9 luglio 1939     |
| Carica vacante (1939-1940) |                  |                         |                                           |          |                   |                   |
|                            |                  | Gonchigiin Bumtsend     | Partito Rivoluzionario del Popolo Mongolo |          | 6 luglio 1940     | 23 settembre 1953 |
|                            |                  | Sükhbaataryn Yanjmaa    | Partito Rivoluzionario del Popolo Mongolo |          | 23 settembre 1953 | 7 luglio 1954     |
|                            |                  | Jamsrangiin Sambuu      | Partito Rivoluzionario del Popolo Mongolo |          | 7 luglio 1954     | 21 maggio 1972    |
|                            |                  | Tsagaanlamyn Dügersüren | Partito Rivoluzionario del Popolo Mongolo |          | 21 maggio 1972    | 29 giugno 1972    |
|                            |                  | Sonomyn Luvsan          | Partito Rivoluzionario del Popolo Mongolo |          | 29 giugno 1972    | 11 giugno 1974    |
|                            |                  | Yumjaagiin Tsedenbal    | Partito Rivoluzionario del Popolo Mongolo |          | 11 giugno 1974    | 23 agosto 1984    |
|                            |                  | Nyamyn Jagvaral         | Partito Rivoluzionario del Popolo Mongolo |          | 23 agosto 1984    | 12 dicembre 1984  |
|                            |                  | Jambyn Batmönkh         | Partito Rivoluzionario del Popolo Mongolo |          | 12 dicembre 1984  | 21 marzo 1990     |
|                            |                  | Punsalmaagiin Ochirbat  | Partito Rivoluzionario del Popolo Mongolo |          | 21 marzo 1990     | 12 febbraio 1992  |

### Mongolia (1992-oggi)
| Presidente | Presidente                                    | Presidente             | Partito                                               | Elezione   | Inizio           | Fine           |
| ---------- | --------------------------------------------- | ---------------------- | ----------------------------------------------------- | ---------- | ---------------- | -------------- |
|            |                                               | Punsalmaagiin Ochirbat | Partito Rivoluzionario del Popolo Mongolo (1992-1993) |            | 12 febbraio 1992 | 20 giugno 1997 |
|            | Partito Socialdemocratico Mongolo (1993-1997) | Punsalmaagiin Ochirbat | 1993                                                  |            | 12 febbraio 1992 | 20 giugno 1997 |
|            |                                               | Natsagiin Bagabandi    | Partito Rivoluzionario del Popolo Mongolo             | 1997, 2001 | 20 giugno 1997   | 24 giugno 2005 |
|            |                                               | Nambaryn Ėnhbajar      | Partito Rivoluzionario del Popolo Mongolo             | 2005       | 24 giugno 2005   | 18 giugno 2009 |
|            |                                               | Cahiagijn Ėlbėgdorž    | Partito Democratico                                   | 2009, 2013 | 18 giugno 2009   | 10 luglio 2017 |
|            |                                               | Khaltmaagiin Battulga  | Partito Democratico                                   | 2017       | 10 luglio 2017   | 25 giugno 2021 |
|            |                                               | Ukhnaagiin Khürelsükh  | Partito del Popolo Mongolo                            | 2021       | 25 giugno 2021   | in carica      |